# Amaxia flavicollis
Amaxia flavicollis är en fjärilsart som beskrevs av Rothschild 1909. Amaxia flavicollis ingår i släktet Amaxia och familjen björnspinnare. Inga underarter finns listade i Catalogue of Life.